# Síndrome de Lin-Gettig
El síndrome de Lin-Gettig es un trastorno genético caracterizado por dimorfismos craneofaciales, discapacidades intelectuales severas, contracciones, hipospadias, hipogonadismo, y anormalidades digitales, cerebrales y gastrointestinales.

## Presentación
Las personas con este síndrome suelen exhibir los siguientes síntomas:
- Craneosinostosis
- Discapacidad intelectual severa
- Ptosis
- Estrabismo
- Ojos "orientales"
- Filtrum hipoplásico y largo
- Columela pequeña
- Labios delgados
- Contracciones
- Camptodactilia
- Hipospadias
- Hipogonadismo
- Onfalocele
- Atresias del intestino delgado

## Causas
Fue descubierto por primera vez en primavera de 1990, por Lin y Gettig (Lin et al.), cuanto describieron los síntomas descritos en dos hermanos que venían de padres saludables y no-consanguíneos. Uno de los hermanos tenía siete años y el otro tenía casi dos años (22 meses de edad en lugar de 24), se sugirió que el hermano más pequeño tenía un síndrome diferente que el de su hermano mayor.
Un tercer caso fue reportado en 2002 por Hedera e Innis (Peter Hedera et al.), cuando describieron a un niño con los síntomas ya mencionados y con unos adicionales, los cuales son los siguientes: orejas bajas, sordera congénita, malformación de Chiari tipo I,  pecho ancho, paladar hendido, y ausencia de sueño REM.
Esta enfermedad está asociada con el gen KAT6B.